# Hauptgärung
Es werden bei der Bierherstellung zwei Gärphasen unterschieden, die Hauptgärung und die Nachgärung, besser Reifung oder Lagerung (siehe auch Jungbier). Die Hauptgärung wird unmittelbar nach dem eigentlichen Brauen im Sudhaus durchgeführt.

## Erklärung
Nach dem Abkühlen der Bierwürze auf Gärtemperatur wird sie belüftet und mit Hefezellen geimpft.
Einige Brauereien verfügen über einen eigenen Anstellkeller, in dem die Reinzuchthefe (verbreitetste Gärhefe ist Saccharomyces cerevisiae var. carlsbergensis) in ausreichender Menge für die Hauptgärung erzeugt wird. Es wird eine Konzentration von ca. 10 bis 20 Mio. Hefezellen pro Milliliter Bierwürze angestrebt. Vor dem Zusatz der Hefe wird die Bierwürze noch belüftet, gängigerweise werden hierzu Venturidüsen eingesetzt, die Frischluft über ein Sterilfiltersystem einblasen. Man strebt ein Sauerstoffeintrag von ca. 8 mg pro Liter Bierwürze an. Erst durch die Anreicherung der Bierwürze mit Sauerstoff erreicht man ideale Startbedingungen für diese Gärphase.
Hefezellen sind fakultativ anaerob und verfügen über zwei Stoffwechselwege:
- Atmung (Energie wird über den Citratzyklus gewonnen, aerob)
- alkoholische Gärung (Energie wird über die Umsetzung von Zuckern in Alkohol gewonnen, anaerob)

Der Energiegewinn durch die Atmung ist aber wesentlich höher als durch die Gärung. Somit tankt die Hefe durch das Atmen noch Kraft, um die Hauptgärung in ausreichender Zeit, ca. 5 bis 8 Tage bei klassischer Hauptgärung, durchzuführen. Dabei durchläuft sie die Kräusenstadien:
- Jung- oder Niederkräusen
- Hochkräusen
- Durchbruch (Ende der Hauptgärung)

Früher waren diese Stadien in den offenen Gärbottichen gut zu beobachten, in den heute meistens verwendeten zylindro-konischen Gärgefäßen (ZKG) ist das nicht mehr möglich. Die Gärung wird überwacht über Probeentnahmen zum Zwecke der Restextraktbestimmung, begleitet von der biologischen Betriebskontrolle. Die Betriebslaboratorien bestimmen innerhalb von zwei Tagen den EVG (Endvergärungsgrad) und geben somit den Schlauchzeitpunkt vor. Nach der Hauptgärung wird das erhaltene Zwischenprodukt als Jungbier bezeichnet.